# دجوردجي ميهايلوفيتش
دجوردجي ميهايلوفيتش (بالإنجليزية: Djordje Mihailovic)‏ (مواليد 10 نوفمبر 1998) هو لاعب كرة قدم أمريكي يلعب في مركز خط الوسط في نادي شيكاغو فاير.

## روابط خارجية
- دجوردجي ميهايلوفيتش على موقع الدوري الأمريكي (الإنجليزية)
- دجوردجي ميهايلوفيتش على موقع قاعدة بيانات كرة القدم.إي يو (الإنجليزية)
- دجوردجي ميهايلوفيتش على موقع ناشيونال فوتبول تيمز (الإنجليزية)
- دجوردجي ميهايلوفيتش على موقع Soccerbase.com (لاعب) (الإنجليزية)
- دجوردجي ميهايلوفيتش على موقع Soccerway.com (الإنجليزية)
- دجوردجي ميهايلوفيتش على موقع عالم كرة القدم.نت (الإنجليزية)
- دجوردجي ميهايلوفيتش على موقع اللجنة الأولمبية الدولية (الإنجليزية)